# Comuna Novoșmidtivka, Nova Odesa
Novoșmidtivka (în ucraineană Новошмідтівка) este o comună în raionul Nova Odesa, regiunea Mîkolaiiv, Ucraina, formată din satele Kirovka și Novoșmidtivka (reședința).

## Demografie
Componența lingvistică a comunei Novoșmidtivka
     Ucraineană (95,17%)
     Rusă (3,55%)
     Alte limbi (0,56%)
Conform recensământului din 2001, majoritatea populației comunei Novoșmidtivka era vorbitoare de ucraineană (95,17%), existând în minoritate și vorbitori de rusă (3,55%).